# Pigamon pubescent
Thalictrum pubescens
 (août 2021).
Si vous disposez d'ouvrages ou d'articles de référence ou si vous connaissez des sites web de qualité traitant du thème abordé ici, merci de compléter l'article en donnant les références utiles à sa vérifiabilité et en les liant à la section « Notes et références ».
Espèce
Synonymes
- Thalictrum canadense var. hebecarpum (Fernald) House[1]
- Thalictrum perelegans Greene[2]
- Thalictrum polygamum var. hebecarpum Fern.[2]
- Thalictrum polygamum var. intermedium Boivin[2]
- Thalictrum polygamum Muhl. ex Spreng.[1] [2]
- Thalictrum pubescens var. hebecarpum (Fern.) Boivin[2]
- Thalictrum pubescens var. hepaticum (Greene) Keener[2]
- Thalictrum viride Greene[1]

Le Pigamon pubescent (Thalictrum pubescens) est une espèce de plantes à fleurs de la famille des Ranunculaceae.
On la trouve notamment dans la Forêt rare de la Baie-à-l'Orignal, au Québec, au Canada.

## Liste des variétés
Selon Tropicos (6 septembre 2021) :
- variété Thalictrum pubescens var. hebecarpum (Fernald) B. Boivin
- variété Thalictrum pubescens var. matritense Pau
- variété Thalictrum pubescens var. pubescens